# Jupyter Notebook
Jupyter Notebook is een webapplicatie ontwikkeld door Project Jupyter bedoeld om code notebooks te maken.

## Functies
Jupyter Notebook ondersteunt verschillende programmeertalen, waaronder Python, Ruby, Rust, Julia, R en C. Het notebook format zorgt ervoor dat er verschillende vakken met code zijn die los van elkaar uitgevoerd kunnen worden. Hierdoor is het mogelijk om aanpassingen te doen zonder alle gedeeltes opnieuw uit te voeren, en daardoor kan er makkelijker gewerkt worden met grote datasets, aangezien die bij aanpassingen in latere vakken niet steeds opnieuw ingelezen hoeven te worden. Ook is het mogelijk om tekstvakken te hebben, waardoor het ook te gebruiken is voor bijvoorbeeld programmeeropdrachten of om uitgebreid uitleg te geven bij code.
Als bestandsnaamextensie wordt .ipynb gebruikt.

## Geschiedenis
Jupyter Notebook was oorspronkelijk onderdeel van IPython, wat is ontwikkeld door Fernando Peréz. In 2014 werd bekend dat de notebook interface voortaan onder Project Jupyter zou vallen. De naam Jupyter komt van de programmeertalen Julia, Python en R, en het plan was dan ook om niet alleen Python, maar ook andere talen te ondersteunen. Het logo is gebaseerd op een tekening gemaakt door Galileo Galilei van Jupiter en vier van zijn manen. 